# Thomas Walker Gilmer
Thomas Walker Gilmer (6 aprile 1802 – 28 febbraio 1844) è stato un politico e statistico statunitense.

## Biografia
Fu il quindicesimo segretario della marina statunitense durante la presidenza di John Tyler. Nato nella contea di Albemarle i suoi genitori erano George e Eliza Gilmer, sposò il 23 maggio 1826 Anne Elizabeth Baker, la figlia di John Baker.

## Riconoscimenti
Due navi furono chiamate USS Gilmer in suo onore.